# Neorealisme (international politik)
Neorealisme eller strukturel realisme er en teori indenfor international politik, der siger, at magten er den vigtigste faktor i internationale forbindelser. Den blev først skitseret af Kenneth Waltz i hans bog fra 1979 Teori om International Politik. Sammen med neoliberalismen er neorealismen den mest indflydelsesrige moderne tilgang til international politik; de to perspektiver har domineret international politisk teori i de sidste tre årtier. Neorealismen er opstået fra den nordamerikanske politologiske tradition og har fornyet den klassiske realisme i ånden fra E. H. Carr, Hans Morgenthau og Reinhold Niebuhr.
Neorealismen underopdeles i defensiv og offensiv neorealisme.

## Oprindelse
Neorealismen er en ideologisk afvigelse fra Hans Morgenthaus skriverier om klassisk realisme. Klassisk realisme forklarede oprindeligt spillet i international politik som baseret på den menneskelige natur, og derfor underlagt verdens lederes ego og følelser. Neorealistiske tænkere mener i stedet, at strukturelle begrænsninger— ikke strategi, egoisme, eller personlige motiver — er afgørende for adfærden i internationale forhold. Kenneth Waltz skelnede tydeligt mellem sin position mht. de tre typer af internationale relationer i sin defensive neorealisme og som modsætning hertil Morgenthaus i hans bog Manden, Staten, og Krig fra slutningen af 1950'erne. John Mearsheimer skelnede tilsvarende tydeligt mellem sin egen version af offensiv neorealisme og Morgenthaus i sin bog om Israel med titlen The Israel Lobby and U.S. Foreign Policy (skrevet sammen med Stephen Walt ved Harvard University).

## Teori
Struktural realisme antager at den internationale strukturs ageren er defineret af dets ordensprincip, anarki, og af det distribution af evner (målt med antal af store kræfter inden for det internationale system). Den anarkiske ordensprincip i den internationale struktur er decentraliseret, hvilket betyder ingen formal centralautoritet; enhver selvstændig stat er formelt lige i dette system. Disse stater agerer i forhold til logikken i selvhjælp, hvilket betyder stater søger deres egen interesse og vil ikke underlægge deres interesser for interessere fra andre stater. Stater antages som minimum at ville sikre deres egen overlevelse da det er nødvendigt for at kunne opnå andre mål. Denne overlevelsesdrivkraft er den primære faktor der påvirker deres adfærd og i tillæg hertil sikre at stater udvikler offensiv militære evner til udenlandsk interventionisme og som et middel til at øges deres egen relative magt. På grund af stater aldrig kan være sikre på andre staters fremtidige intentioner, er der en mangel på tillid mellem stater, der kræver at de på vagt overfor relative tab af magt, hvilket kan få andre stater til at true deres overlevelse. Denne mangel på tillid, baseret på usikkerhed, kaldes sikkerhedsdilemma.
Stater anses ens med hensyn til behov, men ikke i evner til at opnå dem. Den positionelle placering af stater med hensyn til egenskaber bestemmer distributionen af evner. Den strukturelle distribution af evner begrænser derefter kooperation mellem stater gennem frygten for relativ gevinst for andre stater, og risikoen for at være afhængig af andre stater. Ønsket og relative egenskaber for hver stat til at maksimere relativ magt begrænser hinanden, hvilket resulterer i en 'magtbalance', der skaber internationale relationer. Det giver også anledning til 'sikkerhedsdilemmaet' som alle nationer stå over for. Der er to måder hvorved stater kan balancere magt: intern balancering og ekstern balancering. Intern balancering sker i takt med at stater øger deres egne evner ved at øge økonomisk vækst og/eller øger militære udgifter. Ekstern balancering sker når stater går ind i alliancer for at udligne magten fra mere magtfulde stater eller alliancer.
Neorealister hævder at der essentielt er tre mulige systemer ifølge ændringer i distributionen af evner, defineret ved antallet at stormagter inden for et international system. Et unipolært system indeholder kun en stormagt, et bipolært system indeholder to stormagter, og et multipolært system indeholder mere end to stormagter. Neorealister konkluderer at et bipolært system er mere stabilt (mindre tilbøjeligt til store magtkrige og systemændringer) end et multipolært system fordi balancering kun kan ske gennem intern balancering, da det ikke er nogle stormagter de kan danne alliancer med. Fordi der kun er intern balancering i et bipolært system, i stedet for ekstern balancering, er der mindre mulighed for fejlberegning, og derfor mindre risiko for en stor magtkamp. Det er en simplificering og et teoretisk ideal.

## Lærdes debat

### Indenfor realisternes tanke
Mens neorealister er enige om at strukturen for internationale relationer er den primære fremdrift for at søge sikkerhed, er der uenighed blandt neorealistiske lærde i forhold til om stater bare går efter at overleve eller om stater ønsker at maksimere deres relative magt. De første repræsentere Kenneth Waltz ideer og defensiv realisme, mens de sidste repræsenterer John Mearsheimer og offensiv realisme.

### Med lærde fra andre tankeskoler
Neorealister konkluderer at fordi krig er effekt af den anarkistiske struktur i det internationale system, fortsætter det formentligt i fremtiden. Faktisk argumenterer neorealister ofte for at ordensprincippet i det internationale system ikke har ændret sig fundamentalt i tiden fra Thucidides til fremkomsten af atomar krigsførelse. Opfattelsen at langvarig fred sandsynligvis ikke opnås, beskrives af andre teoretikere som en gennemgående pessimistisk syn på internationale relationer. En af de største udfordrere af neorealistiske teori er den demokratiske fredsteori og støttende forskning, såsom bogen Never at War. Neorealister svarer på denne udfordring ved at påstå at demokratiske fredsteoretikere har en tendens til at vælge og vrage mellem definitionerne af demokrati, så det passere til deres ønskede empiriske resultat. Eksempelvis anses Tyskland under Kaiser Wilhem II, den Dominikanske Republik under Juan Bosch og Chile under Salvador Allende ikke som "demokratier af den rette slags" eller konflikterne kvalificeres ikke som krige ifølge disse teoretikere. Yderligere påstår de at flere krige mellem demokratiske stater er blevet undgået kun på grund af årsager andre end de der dækkes af demokratisk fredsteori.
Fortalere for demokratisk fredsteori ser spredningen af demokrati som en hjælp til at afbøde effekterne af anarki. Med nok demokratier i verden, mener Bruce Russett at det "muligvis bliver delvist muligt at afløse 'realist'-principperne (anarki, staterne sikkerhedsdilemma) der har domineret praksis ... siden det 17. århundrede." John Mueller tror på at det ikke er spredningen af demokrati, men mere andre betingelser (eksempelvis magt) der bringer demokrati og fred. I overensstemmelse med Muellers argument, bemærker Kenneth Waltz at "nogle af de store demokratier - Storbritannien i det 19. århundrede og USA i det 20. - har været blandt de mest magtfulde stater i deres æra."

## Notable neorealister
- Robert J. Art
- Richard K. Betts
- Joseph Grieco
- Robert Jervis
- Christopher Layne
- John Mearsheimer
- Stephen Walt
- Kenneth Waltz
- Stephen Van Evera
- Barry Posen
- Charles L. Glaser
- Marc Trachtenberg
- Chris Carlin